# Moby

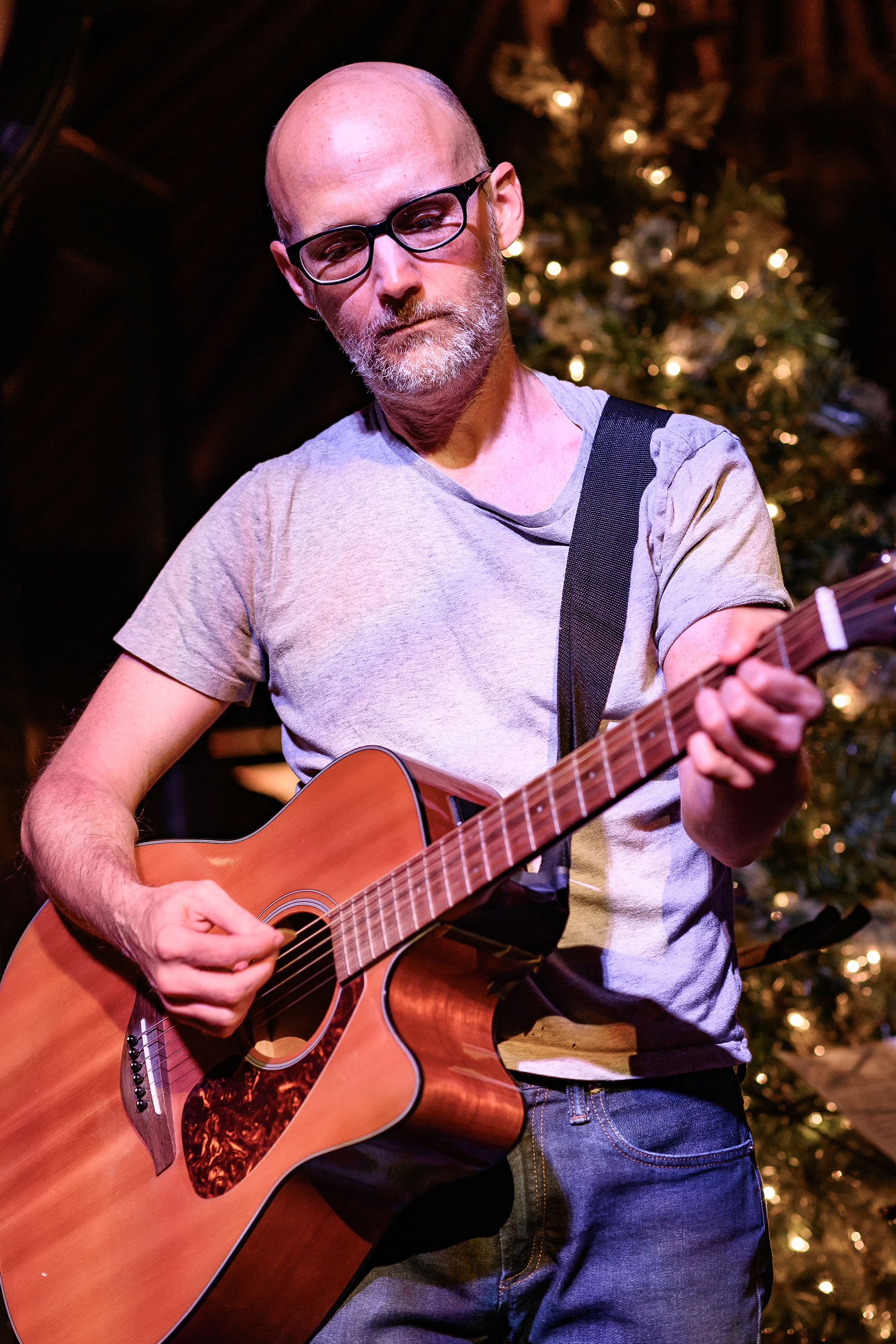
Moby, 2018

Moby (* 11. September 1965 in Harlem, New York; bürgerlich Richard Melville Hall) ist ein US-amerikanischer Sänger, Gitarrist, DJ, Musikproduzent und Tierrechts-Aktivist. Er wurde Ende der 1990er Jahre mit dem Album Play bekannt und hat insgesamt mehr als 15 Millionen Platten in seiner Karriere verkauft.

## Privatleben
Richard Melville Hall wuchs in Darien im Bundesstaat Connecticut auf. Sein Vater starb bei einem Autounfall, als Melville zwei Jahre alt war, seine Mutter starb in seinen Zwanzigern an Krebs. Abgeleitet vom Roman Moby Dick seines Ur-Ur-Großonkels Herman Melville erhielt er als Kind den Spitznamen Moby. Diesen wählte er später auch als Künstlernamen. In einem Video-Interview in der TV-Kultursendung ttt – titel, thesen, temperamente erklärte Moby am 10. Mai 2020: „Meine Mutter war ein Hippie. Wir waren arm und lebten von Lebensmittelmarken. Sie ließ sich mit Typen aus Motorradgangs ein. Es gab eine Menge Drogen. Nicht mal für eine Sekunde hatte ich das Gefühl, in dieses konservative, reiche Vorstadtamerika zu gehören.“

## Musikalische Laufbahn

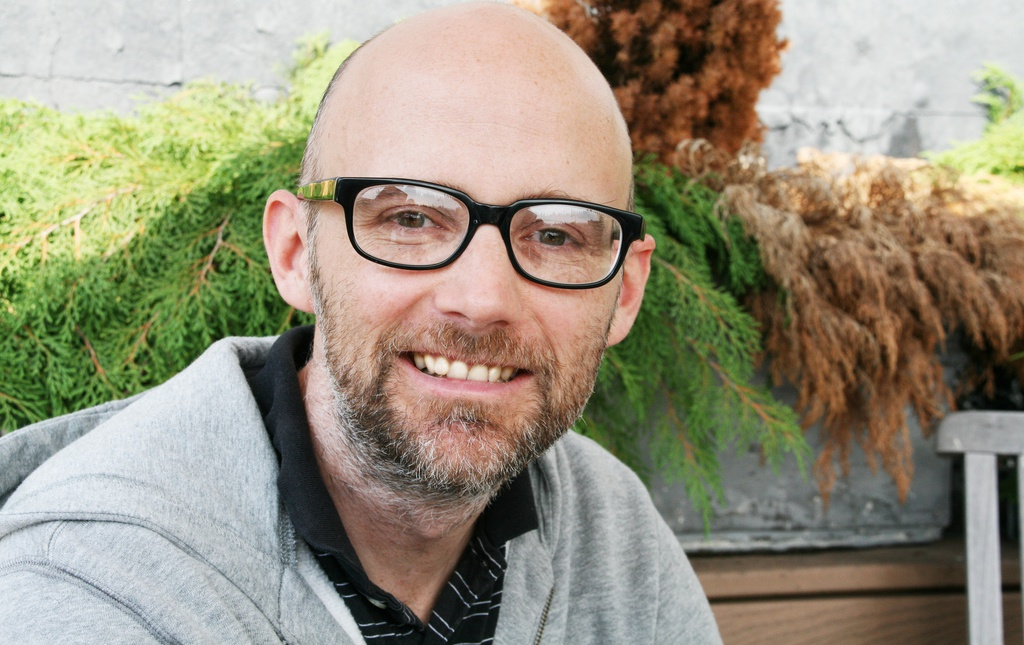
Moby, 2009

In seiner Schulzeit gründete er 1982 eine Hardcore-Punk-Band namens Vatican Commandos und war Übergangssänger der Punkband Flipper. Nach Abbruch seines College-Studiums der Religion und Philosophie ging er nach New York, wo er seine ersten Schritte als DJ machte.
1990 erschien Mobys erste Single Time’s Up, die er zusammen mit Jared Hofmann, dem Gründer des New Yorker Labels INSTINCT Records, unter dem Namen The Brotherhood produzierte. Der Titel war die erste Veröffentlichung des neu gegründeten Labels, auf dem später Musiker wie DJ Cam, Kruder & Dorfmeister und Marianne Faithfull veröffentlichten. Die Single erschien außerdem in einer kleinen Auflage beim deutschen Plattenlabel Low Spirit.

### Durchbruch mitGo (Woodtick Mix)
Sein Track Go (Woodtick Mix) (meist nur als Go bekannt, wobei dies eine völlig andere Version ist, die bereits 1990 auf der EP Mobility veröffentlicht wurde) wurde im Sommer 1991 ein Top-Ten-Hit in den britischen Charts. In den USA zog der Titel im Frühjahr 1992 in die Top 20 der Dance-Charts ein. Die nachgespielte Melodie basiert auf Angelo Badalamentis Laura Palmer’s Theme aus der Fernsehserie Twin Peaks von Regisseur David Lynch. Anschließend erschien das Debütalbum Moby, das mit Drop a Beat und Next Is the E zwei weitere Dancehits brachte, die in die Top 10 einzogen. Die UK-Version des Albums enthielt statt Drop a Beat den Titel Thousand. Wegen seiner bis zu 1000 bpm erhielt er 1993 als bis dahin schnellstes Musikstück einen Eintrag ins Guinness-Buch der Rekorde. Mit Move (You Make Me Feel so Good) schaffte er es im Oktober 1993 erstmals an die Spitze der US-Dancecharts.
Nach seinen ersten Erfolgen wurde Moby als Remixer für Michael Jackson, die Pet Shop Boys, Brian Eno, Depeche Mode, Erasure, Orbital und die B-52s engagiert. Zudem rappte er auf dem Recoil-Track Curse. 1995 gründete er sein eigenes Plattenlabel Trophy Records, bei dem er ausschließlich eigenes Material unter verschiedenen Pseudonymen (Lopez, Voodoo Child, DJ Cake) veröffentlichte. Der Musikstil der fünf im Zeitraum von 1995 bis 1997 erschienenen Veröffentlichungen bewegt sich im Hard-House-Genre.
Sein drittes Album Everything Is Wrong veröffentlichte Moby 1995. Mit dem Song Hymn kam er erstmals in die Schweizer Hitparade, Feeling so Real war auch in Österreich und Deutschland in den Top 20 vertreten. Die LP war in Deutschland und Großbritannien in den Albumcharts.
Die folgenden Jahre waren weniger erfolgreich, das von Alternative Rock beeinflusste Album Animal Rights aus dem Jahr 1996 sowie die Kompilation I Like to Score mit Filmtracks ein Jahr später blieben hinter den Vorgängern zurück. Lediglich eine „Re-Version“ des James-Bond-Themes, die auch für den James-Bond-Film Der Morgen stirbt nie verwendet wurde, wurde ein internationaler Hit, zum zweiten Mal erreichte er damit Platz 1 der US-Dancecharts und die Top Ten der UK-Charts.

### Das BestselleralbumPlay
Wegen anhaltender Erfolglosigkeit überlegte Moby, dem Musikgeschäft den Rücken zu kehren und lediglich ein weiteres Album zu veröffentlichen. Doch genau dieses Album entwickelte sich zur erfolgreichsten Platte seiner Karriere: Mit Play kehrte er 1999 wieder in die elektronische Richtung zurück und traf damit voll den Mainstream-Geschmack. Anfänglich hatte er noch Schwierigkeiten, die Aufmerksamkeit der Musikkäufer zurückzuerlangen, aber mit der langen Folge der erfolgreichen Auskopplungen stieg das Interesse an dem Album, das zehn Monate nach Veröffentlichung und Charteintritt Platz eins in Großbritannien erreichte und dort mit 6-fach-Platin ausgezeichnet wurde. In einem Online-Interview mit der TV-Kultursendung ttt – titel, thesen, temperamente von Das Erste schilderte Moby im Mai 2020: „Es war das Zeitalter der Backstreet Boys, von Britney Spears und *NSYNC. Von großen kommerziellen Popalben junger gutaussehender Leute, nicht von seltsamen Scheiben, die im Schlafzimmer irgendeines Typen zusammengebastelt wurden“. Mit Doppelplatin in den USA und über 10 Millionen verkauften Exemplaren weltweit ist es sein bestverkauftes Album. Die vierte Single Why Does My Heart Feel so Bad war besonders in den deutschsprachigen Ländern die erfolgreichste Auskopplung und erreichte überall die Top 4. Porcelain wurde sein einziger Top-5-Hit in Großbritannien und South Side, das von Gwen Stefani gesungen wurde, war der einzige Song von Moby, der es in die Billboard Hot 100 schaffte (Platz 14). Es war die achte von neun Auskopplungen bei insgesamt 18 Albumtiteln.
2002 trat Moby zur Abschlussveranstaltung der Olympischen Winterspiele in Salt Lake City auf und spielte seinen Hit We Are All Made of Stars in einer speziellen Liveversion. Die Originalversion erschien als Vorabveröffentlichung zum nächsten Album 18. Zwar erreichte es weltweit Spitzenpositionen, darunter viele Nummer-eins-Platzierungen unter anderem im deutschsprachigen Raum und in Großbritannien, aber sowohl bei den Verkaufszahlen als auch bei der Zahl der Hits konnte es nicht an die hohen Vorgaben von Play anknüpfen.
Der Albumsong Extreme Ways wurde als Titelsong für den Agententhriller Die Bourne Identität mit Matt Damon produziert und in der Fortsetzung Die Bourne Verschwörung (2004) zur Erkennungsmusik ausgebaut. Im dritten Teil der Reihe (Das Bourne Ultimatum) bildet Extreme Ways in einer leicht abgeänderten Version ebenfalls die Titelmelodie. Im vierten Teil Das Bourne Vermächtnis ist es vor dem Beginn des Abspanns zu finden. Auch im fünften Teil (Jason Bourne) ist der Song vor dem Abspann zu hören. Das Lied steht in einer langen Reihe von Moby-Songs, die für Filme produziert oder in ihnen eingesetzt wurde. Unter anderem verwendete man 2000 in The Beach mit Leonardo DiCaprio den Song Porcelain und 2003 in Seabiscuit den Song Everloving. Ebenfalls im Jahr 2003 erschien Basic – Hinter jeder Lüge eine Wahrheit, in dem der Song Natural Blues verwendet wurde. In Heat von 1995 ist Moby mit der Single New Dawn Fades (ein Cover der Band Joy Division) zu hören. Am Ende des Filmes wird God Moving on the Face of Waters von Moby abgespielt. In dem Film Nur noch 60 Sekunden ist die Single Flower die Eingangsmelodie. Im Film Miami Vice ist der Song One of these Mornings zu hören. Im Jahr 2010 steuerte er auch die vier Songs Sweet Dreams, Division, Mistake und Be the One zum Soundtrack des Thrillers 72 Stunden – The Next Three Days bei.

### Karriere ab 2005

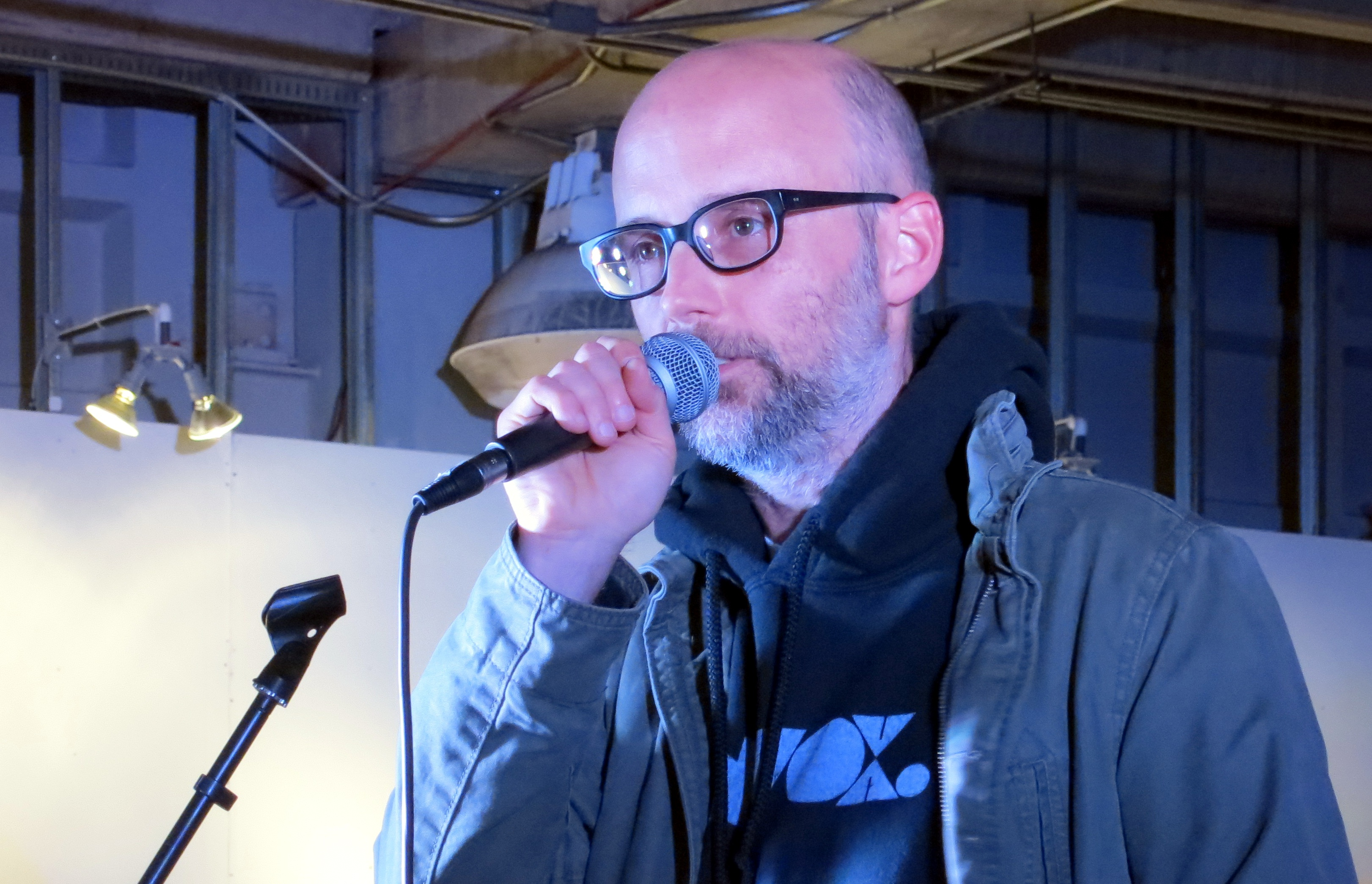
Moby zeigt sich auch gesellschaftskritisch. Hier bei All in for the 99 percent in Los Angeles

Mit drei Jahren Abstand veröffentlichte Moby 2005 das nächste Album Hotel, das sich vom Erfolg her hinter dem Vorgänger einordnete. Der größte Hit war die vorab veröffentlichte erste Single Lift Me Up. Drei Jahre später folgte Last Night. Das Album blieb bei den weltweiten Verkäufen unter der Millionengrenze. Mit Disco Lies und I Love to Move in Here brachte es die Nummer-eins-Hits drei und vier in den US-Dancecharts. 2008 legte Moby bei der Abschlussveranstaltung der Loveparade in Dortmund auf.
Das nächste Studioalbum Wait for Me wurde am 26. Juni 2009 veröffentlicht. In einem Interview mit dem Regisseur David Lynch verwies Moby auf dessen Einfluss. Für den Song Shot in the Back of the Head produzierte Lynch einen Animationsfilm.
2008 nahm er an Songs for Tibet teil und traf den Dalai Lama.
Im folgenden Jahr gründete Moby mit Phil Costello, Dave Hill und Tomato die Heavy-Metal-Band Diamondsnake als Studio- und Liveprojekt.
Destroyed, sein zehntes Studioalbum, erschien am 16. Mai 2011. Unter gleichem Namen veröffentlichte Moby ebenfalls im Mai einen Bildband. Darin zu sehen sind selbstgemachte Fotografien, welche in den Jahren zuvor weltweit an verschiedenen Orten entstanden waren.
Im Jahr 2022 wurde er mit einem Opus-Klassik-Preis in der Kategorie Klassik ohne Grenzen für das Album Reprise ausgezeichnet.

## Engagement
Moby lebt seit seinem 22. Lebensjahr vegan, um Tieren kein Leid zuzufügen. Tierrechts-Aktivismus nennt er den Sinn seines Lebens und das, was ihn am Morgen aus dem Bett bringt. Weiter sagte Moby, er würde, vor die Wahl gestellt, lieber ein Tierrechts-Aktivist als ein erfolgreicher Musiker sein. Auf seinen beiden Unterarmen hat er ein großes Tattoo, auf dem ANIMAL RIGHTS (Tierrechte) steht. Auf seinem Hals hat er vorne die Worte VEGAN FOR LIFE (Vegan fürs Leben) und hinten thou shalt not kill (Du sollst nicht töten) tätowiert.
Moby hilft einigen Organisationen, die sich für Tiere einsetzen. So unterstützt er die Meeresschutzorganisation Sea Shepherd mit Geld, Gratismusik und „allem, wonach sie fragen“. Weitere von ihm unterstützte Organisationen sind das Jane-Goodall-Institut, PETA, die Humane Society, Farm Sanctuary, Mercy for Animals und die Animal Defenders International.
Neben seiner Karriere als Musiker betreibt Moby seit 2002 das vegetarische Restaurant TeaNY in New York und das vegane Restaurant Little Pine in Los Angeles.
Moby bietet auf einer Internetseite über 200 Titel seiner Musik kostenlos für die Nutzung in nichtkommerziellen und Independent-Filmen an.
2020 wirkte er bei dem Film Endgame 2050 mit, bei dem es um das „ökologische Endspiel“ der Menschheit geht. Die Dokumentation wird gratis und in voller Länge auf Youtube zur Verfügung gestellt.
2023 veröffentlichte er seine Dokumentation Punk Rock Vegan Movie.

## Diskografie
Studioalben

| Jahr | Titel                                      | Höchstplatzierung, Gesamtwochen, AuszeichnungChartplatzierungen (Jahr, Titel, Platzierungen, Wochen, Auszeichnungen, Anmerkungen) | Höchstplatzierung, Gesamtwochen, AuszeichnungChartplatzierungen (Jahr, Titel, Platzierungen, Wochen, Auszeichnungen, Anmerkungen) | Höchstplatzierung, Gesamtwochen, AuszeichnungChartplatzierungen (Jahr, Titel, Platzierungen, Wochen, Auszeichnungen, Anmerkungen) | Höchstplatzierung, Gesamtwochen, AuszeichnungChartplatzierungen (Jahr, Titel, Platzierungen, Wochen, Auszeichnungen, Anmerkungen) | Höchstplatzierung, Gesamtwochen, AuszeichnungChartplatzierungen (Jahr, Titel, Platzierungen, Wochen, Auszeichnungen, Anmerkungen) | Anmerkungen                                                       |
| Jahr | Titel                                      | DE | AT | CH | UK | US | Anmerkungen                                                       |
| ---- | ------------------------------------------ | --- | --- | --- | --- | --- | ----------------------------------------------------------------- |
| 1992 | Moby                                       | — | — | — | — | — | Erstveröffentlichung: 27. Juli 1992                               |
| 1993 | Ambient                                    | — | — | — | — | — | Erstveröffentlichung: 17. August 1993                             |
| 1995 | Everything Is Wrong                        | DE69 (8 Wo.)DE | — | — | UK21 Silber · (7 Wo.)UK | — | Erstveröffentlichung: 14. März 1995 Verkäufe: + 60.000            |
| 1996 | Animal Rights                              | — | — | — | UK38 (1 Wo.)UK | — | Erstveröffentlichung: 23. September 1996                          |
| 1999 | Play                                       | DE21 Gold · (68 Wo.)DE | AT7 Gold · (13 Wo.)AT | CH12 ×3Dreifachgold · (76 Wo.)CH                                                                                                  | UK1 ×6Sechsfachplatin · (83 Wo.)UK                                                                                                | US38 ×2Doppelplatin · (94 Wo.)US                                                                                                  | Erstveröffentlichung: 17. Mai 1999 Verkäufe: + 6.685.000          |
| 2002 | 18                                         | DE1 Gold · (30 Wo.)DE | AT1 (16 Wo.)AT | CH1 Platin · (45 Wo.)CH | UK1 Platin · (34 Wo.)UK | US4 Gold · (18 Wo.)US | Erstveröffentlichung: 2. Mai 2002 Verkäufe: + 5.000.000           |
| 2005 | Hotel                                      | DE3 Gold · (25 Wo.)DE | AT2 Gold · (16 Wo.)AT | CH1 (18 Wo.)CH | UK8 Gold · (6 Wo.)UK | US28 (8 Wo.)US | Erstveröffentlichung: 14. März 2005 Verkäufe: + 627.500           |
| 2008 | Last Night                                 | DE10 (8 Wo.)DE | AT4 (8 Wo.)AT | CH6 Gold · (9 Wo.)CH | UK28 (2 Wo.)UK | US27 (5 Wo.)US | Erstveröffentlichung: 29. März 2008 Verkäufe: + 125.000           |
| 2009 | Wait for Me                                | DE18 (6 Wo.)DE | AT15 (10 Wo.)AT | CH4 (14 Wo.)CH | UK44 (2 Wo.)UK | US22 (4 Wo.)US | Erstveröffentlichung: 29. Juni 2009 Verkäufe: + 15.000            |
| 2011 | Destroyed.                                 | DE10 (4 Wo.)DE | AT27 (2 Wo.)AT | CH7 (8 Wo.)CH | UK35 (2 Wo.)UK | US69 (1 Wo.)US | Erstveröffentlichung: 13. Mai 2011 Verkäufe: + 10.000             |
| 2013 | Innocents                                  | DE22 (4 Wo.)DE | AT16 (3 Wo.)AT | CH11 (6 Wo.)CH | UK35 (2 Wo.)UK | US66 (2 Wo.)US | Erstveröffentlichung: 29. September 2013                          |
| 2016 | These Systems Are Failing                  | — | — | CH75 (1 Wo.)CH | — | — | Erstveröffentlichung: 20. Oktober 2016 mit The Void Pacific Choir |
| 2017 | More Fast Songs About the Apocalypse       | — | — | — | — | — | Erstveröffentlichung: 12. Juni 2017 mit The Void Pacific Choir    |
| 2018 | Everything Was Beautiful, and Nothing Hurt | DE38 (1 Wo.)DE | AT36 (1 Wo.)AT | CH23 (3 Wo.)CH | UK30 (1 Wo.)UK | — | Erstveröffentlichung: 2. März 2018                                |
| 2020 | All Visible Objects                        | DE28 (1 Wo.)DE | AT59 (1 Wo.)AT | CH14 (2 Wo.)CH | — | — | Erstveröffentlichung: 15. Mai 2020                                |
| 2021 | Reprise                                    | DE4 (17 Wo.)DE | AT3 (6 Wo.)AT | CH1 (10 Wo.)CH | UK21 (1 Wo.)UK | — | Erstveröffentlichung: 28. Mai 2021                                |
| 2023 | Resound NYC                                | DE11 (3 Wo.)DE | AT17 (1 Wo.)AT | CH8 (2 Wo.)CH | — | — | Erstveröffentlichung: 12. Mai 2023                                |
| 2024 | Always Centered at Night                   | DE18 (1 Wo.)DE | AT29 (1 Wo.)AT | CH25 (1 Wo.)CH | — | — | Erstveröffentlichung: 14. Juni 2024                               |

## Filmografie
- 2021 Moby Doc
- 2023 Punk Rock Vegan Movie